# Lise Müller
Lise Müller (født 21. januar i 1974 i Egedesminde) er en dansk politiker, der er næstformand for SF, nuværende folketingskandidat og tidligere regionsrådsmedlem i Region Hovedstaden for partiet.
Hun er uddannet sygeplejerske fra H:S' sygeplejeuddannelse i 1999 og master i sundhedspædagogik fra Danmarks Pædagogiske Universitet i 2006. I sin civile karriere har hun blandt andet arbejdet på Rigshospitalet, hos Coloplast og i Frederiksberg Kommune. Siden 2017 har hun været hjemmesygeplejerske i Gladsaxe Kommune.
Hun blev ved regionsrådsvalget i 2009 valgt til Region Hovedstaden og sad frem til 2017, hvor hun blev valgt til næstformand for SF. Med til rollen hører, at hun jævnligt udtaler sig på partiets vegne, eksempelvis om ambitionerne forud for et kommunalvalg,, ligesom hun sammen med partiformanden og folketingsgruppens ledelse deltager i regeringsforhandlinger.
Ved folketingsvalget 2022 blev Lise Müller 1. suppleant i Fyns Storkreds.
Fra 2020 til 2023 var hun af erhvervsministeren udpeget som medlem af Etisk Råd. I 2023 blev hun genudpeget og sidder frem til 2026.